# ATP World Tour 2012
ATP World Tour 2012 představoval nejvyšší úroveň mužského profesionálního tenisu v roce 2012. Sezóna trvající od ledna do listopadu zahrnovala turnaje až na výjimky organizované Asociací profesionálních tenistů (ATP).
Okruh zahrnoval čtyři turnaje Grand Slamu – organizované Mezinárodní tenisovou federací (ITF), devět události kategorií ATP World Tour Masters 1000, jedenáct ATP World Tour 500, čtyřicet ATP World Tour 250 , závěrečný Turnaj mistrů, dále pak týmové soutěže pořádané ITF – Světový pohár družstev, Davisův pohár, a také Hopmanův pohár, z něhož si hráči nepřipsali do žebříčku žádné body.
Součástí kalendáře pro rok 2012 byly i olympijské hry v Londýně. Za zlatou medaili ve dvouhře se ATP rozhodla přidělit 750 bodů.

## Chronologický přehled turnajů
| 10 a více 5 a více 4 | 3 2 1 |

Legenda

Počet turnajů ATP World Tour 2012 podle zemí:

Tabulky měsíců uvádí vítěze a finalisty dvouhry i čtyřhry a dále pak semifinalisty a čtvrtfinalisty dvouhry. Zápis –D/–Q/–Č/–X uvádí počet hráčů dvouhry/hráčů kvalifikace dvouhry/párů čtyřhry/párů mixu. (ZS) – základní skupina.
| Grand Slam                  |
| Letní olympijské hry        |
| ATP World Tour Finals       |
| ATP World Tour Masters 1000 |
| ATP World Tour 500          |
| ATP World Tour 250          |
| Týmové soutěže              |

### Leden
| Týden od            | Turnaj                                                                                         | Vítězové                                                 | Finalisté                             | Semifinalisté                           | Čtvrtfinalisté                                                      |
| ------------------- | ---------------------------------------------------------------------------------------------- | -------------------------------------------------------- | ------------------------------------- | --------------------------------------- | ------------------------------------------------------------------- |
| 2. ledna            | Hopmanův pohár Perth, Austrálie Týmová soutěž 1 000 000 A$ – tvrdý (h) – 8 týmů (ZS)           | Česko 2–0                                                | Francie                               | Základní skupina A Bulharsko Dánsko USA | Základní skupina B Španělsko Austrálie Čína                         |
| 2. ledna            | Brisbane International Brisbane, Austrálie ATP World Tour 250 398 250 $ – tvrdý – 32D/32Q/16D  | Andy Murray 6–1, 6–3                                     | Alexandr Dolgopolov                   | Bernard Tomic Gilles Simon              | Marcos Baghdatis Denis Istomin Radek Štěpánek Santiago Giraldo      |
| 2. ledna            | Brisbane International Brisbane, Austrálie ATP World Tour 250 398 250 $ – tvrdý – 32D/32Q/16D  | Max Mirnyj Daniel Nestor 6–1, 6–2                        | Jürgen Melzer Philipp Petzschner      | Bernard Tomic Gilles Simon              | Marcos Baghdatis Denis Istomin Radek Štěpánek Santiago Giraldo      |
| 2. ledna            | Aircel Chennai Open Čennaí, Indie ATP World Tour 250 398 250 $ – tvrdý – 28D/32Q/16Č           | Milos Raonic 64–7, 7–64, 7–64                            | Janko Tipsarević                      | Gó Soeda Nicolás Almagro                | David Goffin Stanislas Wawrinka Dudi Sela Júiči Sugita              |
| 2. ledna            | Aircel Chennai Open Čennaí, Indie ATP World Tour 250 398 250 $ – tvrdý – 28D/32Q/16Č           | Leander Paes Janko Tipsarević 6–4, 6–4                   | Jonatan Erlich Andy Ram               | Gó Soeda Nicolás Almagro                | David Goffin Stanislas Wawrinka Dudi Sela Júiči Sugita              |
| 2. ledna            | Qatar ExxonMobil Open Dauhá, Katar ATP World Tour 250 1 024 000 $ – tvrdý – 32D/32Q/16Č        | Jo-Wilfried Tsonga 7–5, 6–3                              | Gaël Monfils                          | Rafael Nadal Roger Federer              | Michail Južnyj Viktor Troicki Albert Ramos Andreas Seppi            |
| 2. ledna            | Qatar ExxonMobil Open Dauhá, Katar ATP World Tour 250 1 024 000 $ – tvrdý – 32D/32Q/16Č        | Filip Polášek Lukáš Rosol 6–3, 6–4                       | Christopher Kas Philipp Kohlschreiber | Rafael Nadal Roger Federer              | Michail Južnyj Viktor Troicki Albert Ramos Andreas Seppi            |
| 9. ledna            | Apia International Sydney Sydney, Austrálie ATP World Tour 250 434 250 $ – tvrdý – 28D/32Q/16D | Jarkko Nieminen 6–2, 7–5                                 | Julien Benneteau                      | Marcos Baghdatis Denis Istomin          | Juan Martín del Potro Alex Bogomolov Richard Gasquet Bobby Reynolds |
| 9. ledna            | Apia International Sydney Sydney, Austrálie ATP World Tour 250 434 250 $ – tvrdý – 28D/32Q/16D | Bob Bryan Mike Bryan 6–1, 6–4                            | Matthew Ebden Jarkko Nieminen         | Marcos Baghdatis Denis Istomin          | Juan Martín del Potro Alex Bogomolov Richard Gasquet Bobby Reynolds |
| 9. ledna            | Heineken Open Auckland, Austrálie ATP World Tour 250 398 250 $ – tvrdý – 28D/32Q/16Č           | David Ferrer 6–3, 6–4                                    | Olivier Rochus                        | Fernando Verdasco Philipp Kohlschreiber | Alejandro Falla Guillermo García López Benoît Paire Nicolás Almagro |
| 9. ledna            | Heineken Open Auckland, Austrálie ATP World Tour 250 398 250 $ – tvrdý – 28D/32Q/16Č           | Oliver Marach Alexander Peya 6–3, 6–2                    | František Čermák Filip Polášek        | Fernando Verdasco Philipp Kohlschreiber | Alejandro Falla Guillermo García López Benoît Paire Nicolás Almagro |
| 16. ledna 23. ledna | Australian Open Melbourne, Austrálie Grand Slam 11 806 550 A$ – tvrdý 128D/128Q/64Č/32X        | Novak Djoković 5–7, 6–4, 6–2, 65–7, 7–5                  | Rafael Nadal                          | Andy Murray Roger Federer               | David Ferrer Kei Nišikori Juan Martín del Potro Tomáš Berdych       |
| 16. ledna 23. ledna | Australian Open Melbourne, Austrálie Grand Slam 11 806 550 A$ – tvrdý 128D/128Q/64Č/32X        | Leander Paes Radek Štěpánek 7–61, 6–2                    | Bob Bryan Mike Bryan                  | Andy Murray Roger Federer               | David Ferrer Kei Nišikori Juan Martín del Potro Tomáš Berdych       |
| 16. ledna 23. ledna | Australian Open Melbourne, Austrálie Grand Slam 11 806 550 A$ – tvrdý 128D/128Q/64Č/32X        | Bethanie Matteková-Sandsová Horia Tecău 6–3, 5–7, [10–3] | Jelena Vesninová Leander Paes         | Andy Murray Roger Federer               | David Ferrer Kei Nišikori Juan Martín del Potro Tomáš Berdych       |
| 30. ledna           | Open Sud de France Montpellier, Francie ATP World Tour 250 398 250 € – tvrdý (h) – 28D/32Q/16Č | Tomáš Berdych 6–2, 4–6, 6–3                              | Gaël Monfils                          | Philipp Kohlschreiber Gilles Simon      | Nicolas Mahut Richard Gasquet Jarkko Nieminen Guillaume Rufin       |
| 30. ledna           | Open Sud de France Montpellier, Francie ATP World Tour 250 398 250 € – tvrdý (h) – 28D/32Q/16Č | Nicolas Mahut Édouard Roger-Vasselin 6–4, 7–64           | Paul Hanley Jamie Murray              | Philipp Kohlschreiber Gilles Simon      | Nicolas Mahut Richard Gasquet Jarkko Nieminen Guillaume Rufin       |
| 30. ledna           | PBZ Zagreb Indoors Záhřeb, Chorvatsko ATP World Tour 250 398 250 € – tvrdý (h) – 32D/32Q/16Č   | Michail Južnyj 6–2, 6–3                                  | Lukáš Lacko                           | Michael Berrer Marcos Baghdatis         | Jürgen Melzer Ivo Karlović Ivan Dodig Robin Haase                   |
| 30. ledna           | PBZ Zagreb Indoors Záhřeb, Chorvatsko ATP World Tour 250 398 250 € – tvrdý (h) – 32D/32Q/16Č   | Marcos Baghdatis Michail Južnyj 6–2, 6–2                 | Ivan Dodig Mate Pavić                 | Michael Berrer Marcos Baghdatis         | Jürgen Melzer Ivo Karlović Ivan Dodig Robin Haase                   |
| 30. ledna           | VTR Open Viña del Mar, Chile ATP World Tour 250 398 250 $ – antuka – 28D/32Q/16Č               | Juan Mónaco 6–3, 61–7, 6–1                               | Carlos Berlocq                        | Jérémy Chardy Juan Ignacio Chela        | Albert Montañés Frederico Gil Federico Delbonis João Souza          |
| 30. ledna           | VTR Open Viña del Mar, Chile ATP World Tour 250 398 250 $ – antuka – 28D/32Q/16Č               | Frederico Gil Daniel Gimeno Traver 1–6, 7–5, [12–10]     | Pablo Andújar Carlos Berlocq          | Jérémy Chardy Juan Ignacio Chela        | Albert Montañés Frederico Gil Federico Delbonis João Souza          |

### Únor
| Týden od  | Turnaj | Vítězové | Finalisté                                                                  | Semifinalisté                        | Čtvrtfinalisté                                                       |
| --------- | --- | --- | -------------------------------------------------------------------------- | ------------------------------------ | -------------------------------------------------------------------- |
| 6. února  | Davis Cup, 1. kolo Oviedo, Španělsko – antuka (h) Vídeňské Nové Město, Rakousko – tvrdý (h) Vancouver, Kanada – tvrdý (h) Fribourg, Švýcarsko – antuka (h) Ostrava, Česko – tvrdý (h) Niš, Srbsko – tvrdý (h) Kóbe, Japonsko – tvrdý (h) Bamberk, Německo – antuka (h) | Vítězové Španělsko 5–0 Rakousko 3–2 Francie 4–1 Spojené státy 5–0 Česko 4–1 Srbsko 4–1 Chorvatsko 3–2 Argentina 4–1 | Poražení Kazachstán Rusko Kanada Švýcarsko Itálie Švédsko Japonsko Německo |                                      |                                                                      |
| 13. února | ABN AMRO World Tennis Tournament Rotterdam, Nizozemsko ATP World Tour 500 1 207 500 € – tvrdý (h) – 32D/32Q/16Č | Roger Federer 6–1, 6–4                                                                                              | Juan Martín del Potro                                                      | Nikolaj Davyděnko Tomáš Berdych      | Jarkko Nieminen Richard Gasquet Viktor Troicki Andreas Seppi         |
| 13. února | ABN AMRO World Tennis Tournament Rotterdam, Nizozemsko ATP World Tour 500 1 207 500 € – tvrdý (h) – 32D/32Q/16Č | Michaël Llodra Nenad Zimonjić 4–6, 7–5, [16–14]                                                                     | Robert Lindstedt Horia Tecău                                               | Nikolaj Davyděnko Tomáš Berdych      | Jarkko Nieminen Richard Gasquet Viktor Troicki Andreas Seppi         |
| 13. února | SAP Open San José, Spojené státy ATP World Tour 250 531 000 $ – tvrdý (h) – 32D/32Q/16Č | Milos Raonic 7–63, 6–2                                                                                              | Denis Istomin                                                              | Ryan Harrison Julien Benneteau       | Dimitar Kurtovsky Kevin Anderson Steve Darcis Andy Roddick           |
| 13. února | SAP Open San José, Spojené státy ATP World Tour 250 531 000 $ – tvrdý (h) – 32D/32Q/16Č | Mark Knowles Xavier Malisse 6–4, 1–6, [10–5]                                                                        | Kevin Anderson Frank Moser                                                 | Ryan Harrison Julien Benneteau       | Dimitar Kurtovsky Kevin Anderson Steve Darcis Andy Roddick           |
| 13. února | Brasin Open São Paulo, Brazílie ATP World Tour 250 475 300 $ – antuka – 28D/32Q/16Č | Nicolás Almagro 6–3, 4–6, 6–4                                                                                       | Filippo Volandri                                                           | Albert Ramos Thomaz Bellucci         | Carlos Berlocq Fernando Verdasco Leonardo Mayer David Nalbandian     |
| 13. února | Brasin Open São Paulo, Brazílie ATP World Tour 250 475 300 $ – antuka – 28D/32Q/16Č | Eric Butorac Bruno Soares 3–6, 6–4, [10–8]                                                                          | Michal Mertiňák André Sá                                                   | Albert Ramos Thomaz Bellucci         | Carlos Berlocq Fernando Verdasco Leonardo Mayer David Nalbandian     |
| 20. února | Regions Morgan Keegan Championships Memphis, Spojené státy ATP World Tour 500 1 155 000 $ – tvrdý (h) – 32D/32Q/16Č | Jürgen Melzer 7–5, 7–6(7–4)                                                                                         | Milos Raonic                                                               | Radek Štěpánek Benjamin Becker       | John Isner Sam Querrey Olivier Rochus Łukasz Kubot                   |
| 20. února | Regions Morgan Keegan Championships Memphis, Spojené státy ATP World Tour 500 1 155 000 $ – tvrdý (h) – 32D/32Q/16Č | Max Mirnyj Daniel Nestor 4–6, 7–5, [10–7]                                                                           | Ivan Dodig Marcelo Melo                                                    | Radek Štěpánek Benjamin Becker       | John Isner Sam Querrey Olivier Rochus Łukasz Kubot                   |
| 20. února | Open 13 Marseille, Francie ATP World Tour 250 512 750 € – tvrdý (h) – 28D/32Q/16Č | Juan Martín del Potro 6–4, 6–4                                                                                      | Michaël Llodra                                                             | Jo-Wilfried Tsonga Janko Tipsarević  | Édouard Roger-Vasselin Richard Gasquet Ivan Ljubičić Albano Olivetti |
| 20. února | Open 13 Marseille, Francie ATP World Tour 250 512 750 € – tvrdý (h) – 28D/32Q/16Č | Nicolas Mahut Édouard Roger-Vasselin 3–6, 6–3, [10–6]                                                               | Dustin Brown Jo-Wilfried Tsonga                                            | Jo-Wilfried Tsonga Janko Tipsarević  | Édouard Roger-Vasselin Richard Gasquet Ivan Ljubičić Albano Olivetti |
| 20. února | Copa Claro Buenos Aires, Argentina ATP World Tour 250 484 100 $ – antuka – 32D/32Q/16Č | David Ferrer 4–6, 6–3, 6–2                                                                                          | Nicolás Almagro                                                            | David Nalbandian Stanislas Wawrinka  | Fernando González Carlos Berlocq Kei Nišikori Igor Andrejev          |
| 20. února | Copa Claro Buenos Aires, Argentina ATP World Tour 250 484 100 $ – antuka – 32D/32Q/16Č | David Marrero Fernando Verdasco 6–4, 6–4                                                                            | Michal Mertiňák André Sá                                                   | David Nalbandian Stanislas Wawrinka  | Fernando González Carlos Berlocq Kei Nišikori Igor Andrejev          |
| 27. února | Dubai Duty Free Tennis Championships Dubaj, Spojené arabské emiráty ATP World Tour 500 1 700 475 $ – tvrdý – 32D/32Q/16Č | Roger Federer 7–5, 6–4                                                                                              | Andy Murray                                                                | Novak Djoković Juan Martín del Potro | Janko Tipsarević Tomáš Berdych Jo-Wilfried Tsonga Michail Južnyj     |
| 27. února | Dubai Duty Free Tennis Championships Dubaj, Spojené arabské emiráty ATP World Tour 500 1 700 475 $ – tvrdý – 32D/32Q/16Č | Mahesh Bhupathi Rohan Bopanna 6–4, 3–6, [10–5]                                                                      | Mariusz Fyrstenberg Marcin Matkowski                                       | Novak Djoković Juan Martín del Potro | Janko Tipsarević Tomáš Berdych Jo-Wilfried Tsonga Michail Južnyj     |
| 27. února | Abierto Mexicano Telcel Acapulco, Mexiko ATP World Tour 500 1 155 000 $ – antuka – 32D/32Q/16Č | David Ferrer 6–1, 6–2                                                                                               | Fernando Verdasco                                                          | Santiago Giraldo Stanislas Wawrinka  | Pablo Andújar Carlos Berlocq Jérémy Chardy Nicolás Almagro           |
| 27. února | Abierto Mexicano Telcel Acapulco, Mexiko ATP World Tour 500 1 155 000 $ – antuka – 32D/32Q/16Č | David Marrero Fernando Verdasco 6–3, 6–4                                                                            | Marcel Granollers Marc López                                               | Santiago Giraldo Stanislas Wawrinka  | Pablo Andújar Carlos Berlocq Jérémy Chardy Nicolás Almagro           |
| 27. února | Delray Beach International Tennis Championships Delray Beach, Spojené státy ATP World Tour 250 442 500 $ – tvrdý – 32D/32Q/16Č | Kevin Anderson 6–4, 7–6(7–2)                                                                                        | Marinko Matosevic                                                          | John Isner Dudi Sela                 | Bernard Tomic Andy Roddick Ernests Gulbis Philipp Kohlschreiber      |
| 27. února | Delray Beach International Tennis Championships Delray Beach, Spojené státy ATP World Tour 250 442 500 $ – tvrdý – 32D/32Q/16Č | Colin Fleming Ross Hutchins 2–6, 7–6(7–5), [15–13]                                                                  | Michal Mertiňák André Sá                                                   | John Isner Dudi Sela                 | Bernard Tomic Andy Roddick Ernests Gulbis Philipp Kohlschreiber      |

### Březen
| Týden od              | Turnaj | Vítězové                                     | Finalisté                | Semifinalisté               | Čtvrtfinalisté                                                      |
| --------------------- | --- | -------------------------------------------- | ------------------------ | --------------------------- | ------------------------------------------------------------------- |
| 5. března 12. března  | BNP Paribas Open Indian Wells, Spojené státy ATP World Tour Masters 1000 4 694 969 $ – tvrdý – 96D/48Q/32Č | Roger Federer 7–6(9–7), 6–3                  | John Isner               | Novak Djoković Rafael Nadal | Nicolás Almagro Gilles Simon Juan Martín del Potro David Nalbandian |
| 5. března 12. března  | BNP Paribas Open Indian Wells, Spojené státy ATP World Tour Masters 1000 4 694 969 $ – tvrdý – 96D/48Q/32Č | Marc López Rafael Nadal 6–2, 7–6(7–3)        | John Isner Sam Querrey   | Novak Djoković Rafael Nadal | Nicolás Almagro Gilles Simon Juan Martín del Potro David Nalbandian |
| 19. března 26. března | Sony Ericsson Open Miami, Spojené státy ATP World Tour Masters 1000 3 973 050 $ – tvrdý – 96D/48Q/32Č      | Novak Djoković 6–1, 7–6(7–4)                 | Andy Murray              | Juan Mónaco Rafael Nadal    | David Ferrer Mardy Fish Janko Tipsarević Jo-Wilfried Tsonga         |
| 19. března 26. března | Sony Ericsson Open Miami, Spojené státy ATP World Tour Masters 1000 3 973 050 $ – tvrdý – 96D/48Q/32Č      | Leander Paes Radek Štěpánek 3–6, 6–1, [10–8] | Max Mirnyj Daniel Nestor | Juan Mónaco Rafael Nadal    | David Ferrer Mardy Fish Janko Tipsarević Jo-Wilfried Tsonga         |

### Duben
| Týden od  | Turnaj | Vítězové                                                         | Finalisté                                   | Semifinalisté                    | Čtvrtfinalisté                                                            |
| --------- | --- | ---------------------------------------------------------------- | ------------------------------------------- | -------------------------------- | ------------------------------------------------------------------------- |
| 2. dubna  | Davis Cup, čtvrtfinále Španělsko Francie Česko Argentina                                                       | Vítězové Španělsko 4–1 Spojené státy 3–2 Česko 4–1 Argentina 4–1 | Poražení Rakousko Francie Srbsko Chorvatsko |                                  |                                                                           |
| 9. dubna  | U.S. Men's Clay Court Championships Houston, Spojené státy ATP World Tour 250 442 500 $ – antuka – 28D/32Q/16Č | Juan Mónaco 6–2, 3–6, 6–3                                        | John Isner                                  | Michael Russell Feliciano López  | Ryan Harrison Kevin Anderson Carlos Berlocq Ryan Sweeting                 |
| 9. dubna  | U.S. Men's Clay Court Championships Houston, Spojené státy ATP World Tour 250 442 500 $ – antuka – 28D/32Q/16Č | James Blake Sam Querrey 7–6(16–14), 6–4                          | Treat Conrad Huey Dominic Inglot            | Michael Russell Feliciano López  | Ryan Harrison Kevin Anderson Carlos Berlocq Ryan Sweeting                 |
| 9. dubna  | Grand Prix Hassan II Casablanca, Maroko ATP World Tour 250 398 250 € – antuka – 28D/32Q/16Č                    | Pablo Andújar 6–1, 7–6(7–5)                                      | Albert Ramos                                | Igor Andrejev Flavio Cipolla     | Jérémy Chardy Guillermo García López Sergio Gutiérrez Ferrol Benoît Paire |
| 9. dubna  | Grand Prix Hassan II Casablanca, Maroko ATP World Tour 250 398 250 € – antuka – 28D/32Q/16Č                    | Dustin Brown Paul Hanley 7–5, 6–3                                | Daniele Bracciali Fabio Fognini             | Igor Andrejev Flavio Cipolla     | Jérémy Chardy Guillermo García López Sergio Gutiérrez Ferrol Benoît Paire |
| 16. dubna | Monte-Carlo Rolex Masters Monte Carlo, Monako ATP World Tour Masters 1000 2 427 975 € – antuka – 56D/28Q/42Č   | Rafael Nadal 6–3, 6–1                                            | Novak Djoković                              | Tomáš Berdych Gilles Simon       | Robin Haase Andy Murray Jo-Wilfried Tsonga Stanislas Wawrinka             |
| 16. dubna | Monte-Carlo Rolex Masters Monte Carlo, Monako ATP World Tour Masters 1000 2 427 975 € – antuka – 56D/28Q/42Č   | Bob Bryan Mike Bryan 6–2, 6–3                                    | Max Mirnyj Daniel Nestor                    | Tomáš Berdych Gilles Simon       | Robin Haase Andy Murray Jo-Wilfried Tsonga Stanislas Wawrinka             |
| 23. dubna | Barcelona Open Banco Sabadell Barcelona, Španělsko ATP World Tour 500 1 627 500 € – antuka – 56D/28Q/24Č       | Rafael Nadal 7–6(7–1), 7–5                                       | David Ferrer                                | Fernando Verdasco Milos Raonic   | Janko Tipsarević Kei Nišikori Feliciano López Andy Murray                 |
| 23. dubna | Barcelona Open Banco Sabadell Barcelona, Španělsko ATP World Tour 500 1 627 500 € – antuka – 56D/28Q/24Č       | Mariusz Fyrstenberg Marcin Matkowski 2–6, 7–6(9–7), [10–8]       | Marcel Granollers Marc López                | Fernando Verdasco Milos Raonic   | Janko Tipsarević Kei Nišikori Feliciano López Andy Murray                 |
| 23. dubna | BRD Năstase Țiriac Trophy Bukurešť, Rumunsko ATP World Tour 250 398 250 € – antuka – 28D/32Q/16Č               | Gilles Simon 6–4, 6–3                                            | Fabio Fognini                               | Matthias Bachinger Attila Balázs | Łukasz Kubot Daniel Brands Andreas Seppi Xavier Malisse                   |
| 23. dubna | BRD Năstase Țiriac Trophy Bukurešť, Rumunsko ATP World Tour 250 398 250 € – antuka – 28D/32Q/16Č               | Robert Lindstedt Horia Tecău 7–6(7–2), 6–3                       | Jérémy Chardy Łukasz Kubot                  | Matthias Bachinger Attila Balázs | Łukasz Kubot Daniel Brands Andreas Seppi Xavier Malisse                   |
| 30. dubna | BMW Open Mnichov, Německo ATP World Tour 250 398 250 € – antuka – 28D/32Q/16Č                                  | Philipp Kohlschreiber 7–6(10–8), 6–3                             | Marin Čilić                                 | Tommy Haas Feliciano López       | Marcos Baghdatis Michail Južnyj Marinko Matosevic Bernard Tomic           |
| 30. dubna | BMW Open Mnichov, Německo ATP World Tour 250 398 250 € – antuka – 28D/32Q/16Č                                  | František Čermák Filip Polášek 6–4, 7–5                          | Xavier Malisse Dick Norman                  | Tommy Haas Feliciano López       | Marcos Baghdatis Michail Južnyj Marinko Matosevic Bernard Tomic           |
| 30. dubna | Serbia Open Bělehrad, Srbsko ATP World Tour 250 366 950 € – antuka – 28D/32Q/16Č                               | Andreas Seppi 6–3, 6–2                                           | Benoît Paire                                | Pablo Andújar David Nalbandian   | Lukáš Rosol Jarkko Nieminen João Souza Gilles Müller                      |
| 30. dubna | Serbia Open Bělehrad, Srbsko ATP World Tour 250 366 950 € – antuka – 28D/32Q/16Č                               | Jonatan Erlich Andy Ram 4–6, 6–2, [10–6]                         | Martin Emmrich Andreas Siljeström           | Pablo Andújar David Nalbandian   | Lukáš Rosol Jarkko Nieminen João Souza Gilles Müller                      |
| 30. dubna | Estoril Open Estoril, Portugalsko ATP World Tour 250 398 250 € – antuka – 28D/32Q/16Č                          | Juan Martín del Potro 6–4, 6–2                                   | Richard Gasquet                             | Stanislas Wawrinka Albert Ramos  | Albert Montañés Robin Haase João Sousa Daniel Muñoz-de la Nava            |
| 30. dubna | Estoril Open Estoril, Portugalsko ATP World Tour 250 398 250 € – antuka – 28D/32Q/16Č                          | Ajsám Kúreší Jean-Julien Rojer 7–5, 7–5                          | Julian Knowle David Marrero                 | Stanislas Wawrinka Albert Ramos  | Albert Montañés Robin Haase João Sousa Daniel Muñoz-de la Nava            |

### Květen
| Týden od             | Turnaj                                                                                                 | Vítězové                                      | Finalisté                                    | Semifinalisté                               | Čtvrtfinalisté                                                       |
| -------------------- | --- | --------------------------------------------- | -------------------------------------------- | ------------------------------------------- | -------------------------------------------------------------------- |
| 7. května            | Mutua Madrid Open Madrid, Španělsko ATP World Tour Masters 1000 3 090 150 € – antuka – 56D/28Q/24Č     | Roger Federer 3–6, 7–5, 7–5                   | Tomáš Berdych                                | Janko Tipsarević Juan Martín del Potro      | Novak Djoković David Ferrer Alexandr Dolgopolov Fernando Verdasco    |
| 7. května            | Mutua Madrid Open Madrid, Španělsko ATP World Tour Masters 1000 3 090 150 € – antuka – 56D/28Q/24Č     | Mariusz Fyrstenberg Marcin Matkowski 6–3, 6–4 | Robert Lindstedt Horia Tecău                 | Janko Tipsarević Juan Martín del Potro      | Novak Djoković David Ferrer Alexandr Dolgopolov Fernando Verdasco    |
| 14. května           | Internazionali BNL d'Italia Řím, Itálie ATP World Tour Masters 1000 2 227 500 € – antuka – 56D/28Q/24Č | Rafael Nadal 7–5, 6–3                         | Novak Djoković                               | Roger Federer David Ferrer                  | Jo-Wilfried Tsonga Andreas Seppi Richard Gasquet Tomáš Berdych       |
| 14. května           | Internazionali BNL d'Italia Řím, Itálie ATP World Tour Masters 1000 2 227 500 € – antuka – 56D/28Q/24Č | Marcel Granollers Marc López 6–3, 6–2         | Łukasz Kubot Janko Tipsarević                | Roger Federer David Ferrer                  | Jo-Wilfried Tsonga Andreas Seppi Richard Gasquet Tomáš Berdych       |
| 21. května           | Světový pohár družstev Düsseldorf, Německo Týmová soutěž 800 000 € – antuka – 8 týmů (ZS)              | Srbsko 3–0                                    | Česko                                        | ZS (červená skupina) Argentina USA Japonsko | ZS (modrá skupina) Německo Rusko Chorvatsko                          |
| 21. května           | Open de Nice Côte d’Azur Nice, Francie ATP World Tour 250 398 250 € – antuka – 28D/32Q/16Č             | Nicolás Almagro 6–3, 6–2                      | Brian Baker                                  | Nikolaj Davyděnko Gilles Simon              | John Isner Michail Kukuškin Steve Darcis Thomaz Bellucci             |
| 21. května           | Open de Nice Côte d’Azur Nice, Francie ATP World Tour 250 398 250 € – antuka – 28D/32Q/16Č             | Bob Bryan Mike Bryan 7–6(7–5), 6–3            | Oliver Marach Filip Polášek                  | Nikolaj Davyděnko Gilles Simon              | John Isner Michail Kukuškin Steve Darcis Thomaz Bellucci             |
| 28. května 4. června | French Open Paříž, Francie Grand Slam 7 884 000 € – antuka 128D/128Q/64Č/32X                           | Rafael Nadal 6–4, 6–3, 2–6, 7–5               | Novak Djoković                               | Roger Federer David Ferrer                  | Jo-Wilfried Tsonga Juan Martín del Potro Andy Murray Nicolás Almagro |
| 28. května 4. června | French Open Paříž, Francie Grand Slam 7 884 000 € – antuka 128D/128Q/64Č/32X                           | Max Mirnyj Daniel Nestor 6–4, 6–4             | Bob Bryan Mike Bryan                         | Roger Federer David Ferrer                  | Jo-Wilfried Tsonga Juan Martín del Potro Andy Murray Nicolás Almagro |
| 28. května 4. června | French Open Paříž, Francie Grand Slam 7 884 000 € – antuka 128D/128Q/64Č/32X                           | Sania Mirzaová Mahesh Bhupathi 7–6(7–3), 6–1  | Klaudia Jansová-Ignaciková Santiago González | Roger Federer David Ferrer                  | Jo-Wilfried Tsonga Juan Martín del Potro Andy Murray Nicolás Almagro |

### Červen
| Týden od               | Turnaj                                                                                              | Vítězové                                                           | Finalisté                             | Semifinalisté                        | Čtvrtfinalisté                                                      |
| ---------------------- | --------------------------------------------------------------------------------------------------- | ------------------------------------------------------------------ | ------------------------------------- | ------------------------------------ | ------------------------------------------------------------------- |
| 11. června             | Gerry Weber Open Halle, Německo ATP World Tour 250 663 750 € – tráva – 32D/32Q/16Č                  | Tommy Haas 7–6(7–5), 6–4                                           | Roger Federer                         | Philipp Kohlschreiber Michail Južnyj | Rafael Nadal Tomáš Berdych Radek Štěpánek Milos Raonic              |
| 11. června             | Gerry Weber Open Halle, Německo ATP World Tour 250 663 750 € – tráva – 32D/32Q/16Č                  | Ajsám Kúreší Jean-Julien Rojer 6–3, 6–4                            | Treat Conrad Huey Scott Lipsky        | Philipp Kohlschreiber Michail Južnyj | Rafael Nadal Tomáš Berdych Radek Štěpánek Milos Raonic              |
| 11. června             | AEGON Championships Londýn, Spojené království ATP World Tour 250 625 300 € – tráva – 56D/32Q/24Č   | Marin Čilić 6–7(3–7), 4–3diskvalifikace                            | David Nalbandian                      | Grigor Dimitrov Sam Querrey          | Kevin Anderson Xavier Malisse Lu Jan-sun Ivan Dodig                 |
| 11. června             | AEGON Championships Londýn, Spojené království ATP World Tour 250 625 300 € – tráva – 56D/32Q/24Č   | Max Mirnyj Daniel Nestor 6–3, 6–4                                  | Bob Bryan Mike Bryan                  | Grigor Dimitrov Sam Querrey          | Kevin Anderson Xavier Malisse Lu Jan-sun Ivan Dodig                 |
| 18. června             | AEGON International 's-Hertogenbosch, Nizozemsko ATP World Tour 250 398 250 € – tráva – 32D/32Q/16Č | David Ferrer 6–3, 6–4                                              | Philipp Petzschner                    | Benoît Paire Xavier Malisse          | Igor Sijsling Tacuma Itó Édouard Roger-Vasselin Gilles Müller       |
| 18. června             | AEGON International 's-Hertogenbosch, Nizozemsko ATP World Tour 250 398 250 € – tráva – 32D/32Q/16Č | Robert Lindstedt Horia Tecău 6–3, 7–6(7–1)                         | Juan Sebastián Cabal Dmitrij Tursunov | Benoît Paire Xavier Malisse          | Igor Sijsling Tacuma Itó Édouard Roger-Vasselin Gilles Müller       |
| 18. června             | AEGON International Eastbourne, Spojené království ATP World Tour 250 403 950 – tráva – 32D/32Q/16Č | Andy Roddick 6–3, 6–2                                              | Andreas Seppi                         | Steve Darcis Ryan Harrison           | Marinko Matosevic Fabio Fognini Philipp Kohlschreiber Denis Istomin |
| 18. června             | AEGON International Eastbourne, Spojené království ATP World Tour 250 403 950 – tráva – 32D/32Q/16Č | Colin Fleming Ross Hutchins 6–4, 6–3                               | Jamie Delgado Ken Skupski             | Steve Darcis Ryan Harrison           | Marinko Matosevic Fabio Fognini Philipp Kohlschreiber Denis Istomin |
| 25. června 2. července | Wimbledon Londýn, Spojené království Grand Slam 6 631 000 £ – tráva 128D/128Q/64Č/48X               | Roger Federer 4–6, 7–5, 6–3, 6–4                                   | Andy Murray                           | Novak Djoković Jo-Wilfried Tsonga    | Florian Mayer Michail Južnyj David Ferrer Philipp Kohlschreiber     |
| 25. června 2. července | Wimbledon Londýn, Spojené království Grand Slam 6 631 000 £ – tráva 128D/128Q/64Č/48X               | Jonathan Marray Frederik Nielsen 4–6, 6–4, 7–6(7–5), 6–7(5–7), 6–3 | Robert Lindstedt Horia Tecău          | Novak Djoković Jo-Wilfried Tsonga    | Florian Mayer Michail Južnyj David Ferrer Philipp Kohlschreiber     |
| 25. června 2. července | Wimbledon Londýn, Spojené království Grand Slam 6 631 000 £ – tráva 128D/128Q/64Č/48X               | Lisa Raymondová Mike Bryan 6–3, 5–7, 6–4                           | Jelena Vesninová Leander Paes         | Novak Djoković Jo-Wilfried Tsonga    | Florian Mayer Michail Južnyj David Ferrer Philipp Kohlschreiber     |

### Červenec
| Týden od     | Turnaj | Vítězové                                                     | Finalisté                                      | Semifinalisté                                  | Čtvrtfinalisté                                                  |
| ------------ | --- | ------------------------------------------------------------ | ---------------------------------------------- | ---------------------------------------------- | --------------------------------------------------------------- |
| 9. července  | Campbell's Hall of Fame Tennis Championships Newport, Spojené státy ATP World Tour 250 398 250 $ – tráva – 28D/32Q/16Č | John Isner 7–6(7–1), 6–4                                     | Lleyton Hewitt                                 | Ryan Harrison Rajeev Ram                       | Izak van der Merwe Benjamin Becker Dudi Sela Kei Nišikori       |
| 9. července  | Campbell's Hall of Fame Tennis Championships Newport, Spojené státy ATP World Tour 250 398 250 $ – tráva – 28D/32Q/16Č | Santiago González Scott Lipsky 7–6(7–5), 6–3                 | Colin Fleming Ross Hutchins                    | Ryan Harrison Rajeev Ram                       | Izak van der Merwe Benjamin Becker Dudi Sela Kei Nišikori       |
| 9. července  | MercedesCup Stuttgart, Německo ATP World Tour 250 358 425 € – antuka – 28D/32Q/16Č                                     | Janko Tipsarević 6–4, 5–7, 6–3                               | Juan Mónaco                                    | Thomaz Bellucci Guillermo García López         | Björn Phau Cedrik-Marcel Stebe Dustin Brown Pavol Červenák      |
| 9. července  | MercedesCup Stuttgart, Německo ATP World Tour 250 358 425 € – antuka – 28D/32Q/16Č                                     | Jérémy Chardy Łukasz Kubot 6–1, 6–3                          | Michal Mertiňák André Sá                       | Thomaz Bellucci Guillermo García López         | Björn Phau Cedrik-Marcel Stebe Dustin Brown Pavol Červenák      |
| 9. července  | SkiStar Swedish Open Båstad, Švédsko ATP World Tour 250 358 425 € – antuka – 28D/32Q/16Č                               | David Ferrer 6–2, 6–2                                        | Nicolás Almagro                                | Grigor Dimitrov Jan Hájek                      | Tommy Robredo Albert Ramos Jürgen Zopp Daniel Gimeno Traver     |
| 9. července  | SkiStar Swedish Open Båstad, Švédsko ATP World Tour 250 358 425 € – antuka – 28D/32Q/16Č                               | Robert Lindstedt Horia Tecău 6–3, 7–6(7–5)                   | Alexander Peya Bruno Soares                    | Grigor Dimitrov Jan Hájek                      | Tommy Robredo Albert Ramos Jürgen Zopp Daniel Gimeno Traver     |
| 9. července  | Vegeta Croatia Open Umag, Chorvatsko ATP World Tour 250 358 425 € – antuka – 28D/32Q/16Č                               | Marin Čilić 6–4, 6–2                                         | Marcel Granollers                              | Fernando Verdasco Alexandr Dolgopolov          | Andrej Kuzněcov Matthias Bachinger Carlos Berlocq Wayne Odesnik |
| 9. července  | Vegeta Croatia Open Umag, Chorvatsko ATP World Tour 250 358 425 € – antuka – 28D/32Q/16Č                               | David Marrero Fernando Verdasco 6–3, 7–6(7–4)                | Marcel Granollers Marc López                   | Fernando Verdasco Alexandr Dolgopolov          | Andrej Kuzněcov Matthias Bachinger Carlos Berlocq Wayne Odesnik |
| 16. července | Bet-at-home Open Hamburk, Německo ATP World Tour 500 900 000 € – antuka – 32D/32Q/16Č                                  | Juan Mónaco 7–5, 6–4                                         | Tommy Haas                                     | Nicolás Almagro Marin Čilić                    | Philipp Kohlschreiber Jérémy Chardy Albert Ramos Florian Mayer  |
| 16. července | Bet-at-home Open Hamburk, Německo ATP World Tour 500 900 000 € – antuka – 32D/32Q/16Č                                  | David Marrero Fernando Verdasco 6–4, 6–3                     | Rogério Dutra da Silva Daniel Muñoz de la Nava | Nicolás Almagro Marin Čilić                    | Philipp Kohlschreiber Jérémy Chardy Albert Ramos Florian Mayer  |
| 16. července | BB&T Atlanta Open Atlanta, Spojené státy ATP World Tour 250 477 900 $ – tvrdý – 28D/32Q/16Č                            | Andy Roddick 1–6, 7–6(7–2), 6–2                              | Gilles Müller                                  | John Isner Gó Soeda                            | Jack Sock Michael Russell Kei Nišikori Matthew Ebden            |
| 16. července | BB&T Atlanta Open Atlanta, Spojené státy ATP World Tour 250 477 900 $ – tvrdý – 28D/32Q/16Č                            | Matthew Ebden Ryan Harrison 6–3, 3–6, [10–6]                 | Xavier Malisse Michael Russell                 | John Isner Gó Soeda                            | Jack Sock Michael Russell Kei Nišikori Matthew Ebden            |
| 16. července | Crédit Agricole Suisse Open Gstaad Gsraad, Švýcarsko ATP World Tour 250 358 425 € – antuka – 28D/32Q/16Č               | Thomaz Bellucci 6–7(6–8), 6–4, 6–2                           | Janko Tipsarević                               | Paul-Henri Mathieu Grigor Dimitrov             | Jan Hernych Ernests Gulbis Feliciano López Łukasz Kubot         |
| 16. července | Crédit Agricole Suisse Open Gstaad Gsraad, Švýcarsko ATP World Tour 250 358 425 € – antuka – 28D/32Q/16Č               | Marcel Granollers Marc López 6–4, 7–6(11–9)                  | Robert Farah Santiago Giraldo                  | Paul-Henri Mathieu Grigor Dimitrov             | Jan Hernych Ernests Gulbis Feliciano López Łukasz Kubot         |
| 23. července | Farmers Classic Los Angeles, Spojené státy ATP World Tour 250 557 550 $ – tvrdý – 28D/32Q/16Č                          | Sam Querrey 6–0, 6–2                                         | Ričardas Berankis                              | Marinko Matosevic Rajeev Ram                   | Michael Russell Nicolas Mahut Leonardo Mayer Xavier Malisse     |
| 23. července | Farmers Classic Los Angeles, Spojené státy ATP World Tour 250 557 550 $ – tvrdý – 28D/32Q/16Č                          | Ruben Bemelmans Xavier Malisse 7–6(7–5), 4–6, [10–4]         | Jamie Delgado Ken Skupski                      | Marinko Matosevic Rajeev Ram                   | Michael Russell Nicolas Mahut Leonardo Mayer Xavier Malisse     |
| 23. července | bet-at-home Cup Kitzbühel, Rakousko ATP World Tour 250 358 425 € – antuka – 28D/16Č                                    | Robin Haase 6–7(2–7), 6–3, 6–2                               | Philipp Kohlschreiber                          | Filippo Volandri Martin Kližan                 | Lukáš Rosol Rogério Dutra da Silva Wayne Odesnik Simone Bolelli |
| 23. července | bet-at-home Cup Kitzbühel, Rakousko ATP World Tour 250 358 425 € – antuka – 28D/16Č                                    | František Čermák Julian Knowle 7–6(7–4), 3–6, [12–10]        | Dustin Brown Paul Hanley                       | Filippo Volandri Martin Kližan                 | Lukáš Rosol Rogério Dutra da Silva Wayne Odesnik Simone Bolelli |
| 30. července | Letní olympijské hry Londýn, Spojené království Letní olympijské hry tráva – 64D/32Č/16X                               | Zlato                                                        | Stříbro                                        | Bronz                                          | 4. místo                                                        |
| 30. července | Letní olympijské hry Londýn, Spojené království Letní olympijské hry tráva – 64D/32Č/16X                               | Andy Murray 6–2, 6–1, 6–4                                    | Roger Federer                                  | Juan Martín del Potro 7–5, 6–4                 | Novak Djoković                                                  |
| 30. července | Letní olympijské hry Londýn, Spojené království Letní olympijské hry tráva – 64D/32Č/16X                               | Bob Bryan Mike Bryan 6–4, 7–6(7–4)                           | Michaël Llodra Jo-Wilfried Tsonga              | Julien Benneteau Richard Gasquet 7–6(7–4), 6–2 | David Ferrer Feliciano López                                    |
| 30. července | Letní olympijské hry Londýn, Spojené království Letní olympijské hry tráva – 64D/32Č/16X                               | Viktoria Azarenková Max Mirnyj 2–6, 6–3, [10–8]              | Laura Robsonová Andy Murray                    | Lisa Raymondová Mike Bryan 6–3, 4–6, [10–4]    | Sabine Lisická Christopher Kas                                  |
| 30. července | Citi Open Washington, Spojené státy ATP World Tour 500 1 049 760 $ – tvrdý 48D/24Q/16Č                                 | Alexandr Dolgopolov 6–7(7–9), 6–4, 6–1                       | Tommy Haas                                     | Mardy Fish Sam Querrey                         | Xavier Malisse Tobias Kamke Kevin Anderson James Blake          |
| 30. července | Citi Open Washington, Spojené státy ATP World Tour 500 1 049 760 $ – tvrdý 48D/24Q/16Č                                 | Treat Conrad Huey Dominic Inglot 7–6(9–7), 6–7(9–11), [10–5] | Kevin Anderson Sam Querrey                     | Mardy Fish Sam Querrey                         | Xavier Malisse Tobias Kamke Kevin Anderson James Blake          |

### Srpen
| Týden od          | Turnaj | Vítězové                                                   | Finalisté                         | Semifinalisté                            | Čtvrtfinalisté                                                   |
| ----------------- | --- | ---------------------------------------------------------- | --------------------------------- | ---------------------------------------- | ---------------------------------------------------------------- |
| 6. srpna          | Rogers Cup Toronto, Kanada ATP World Tour Masters 1000 2 648 700 $ – tvrdý – 48D/28Q/24Č                        | Novak Djoković 6–3, 6–2                                    | Richard Gasquet                   | Janko Tipsarević John Isner              | Tommy Haas Marcel Granollers Mardy Fish Milos Raonic             |
| 6. srpna          | Rogers Cup Toronto, Kanada ATP World Tour Masters 1000 2 648 700 $ – tvrdý – 48D/28Q/24Č                        | Bob Bryan Mike Bryan 6–1, 4–6, [12–10]                     | Marcel Granollers Marc López      | Janko Tipsarević John Isner              | Tommy Haas Marcel Granollers Mardy Fish Milos Raonic             |
| 13. srpna         | Western & Southern Open Cincinnati, Spojené státy ATP World Tour Masters 1000 2 825 280 $ – tvrdý – 56D/28Q/24Č | Roger Federer 6–0, 7–6(9–7)                                | Novak Djoković                    | Stanislas Wawrinka Juan Martín del Potro | Mardy Fish Milos Raonic Jérémy Chardy Marin Čilić                |
| 13. srpna         | Western & Southern Open Cincinnati, Spojené státy ATP World Tour Masters 1000 2 825 280 $ – tvrdý – 56D/28Q/24Č | Robert Lindstedt Horia Tecău 6–4, 6–4                      | Mahesh Bhupathi Rohan Bopanna     | Stanislas Wawrinka Juan Martín del Potro | Mardy Fish Milos Raonic Jérémy Chardy Marin Čilić                |
| 20. srpna         | Winston-Salem Open Winston-Salem, Spojené státy ATP World Tour 250 553 125 $ – tvrdý – 48D/32Q/16Č              | John Isner 3–6, 6–4, 7–6(11–9)                             | Tomáš Berdych                     | Jo-Wilfried Tsonga Sam Querrey           | Marcel Granollers David Goffin Alexandr Dolgopolov Steve Darcis  |
| 20. srpna         | Winston-Salem Open Winston-Salem, Spojené státy ATP World Tour 250 553 125 $ – tvrdý – 48D/32Q/16Č              | Santiago González Scott Lipsky 6–3, 4–6, [10–2]            | Pablo Andújar Leonardo Mayer      | Jo-Wilfried Tsonga Sam Querrey           | Marcel Granollers David Goffin Alexandr Dolgopolov Steve Darcis  |
| 27. srpna 3. září | US Open New York, Spojené státy Grand Slam 10 768 000 $ – tvrdý 128D/128Q/64Č/32X                               | Andy Murray 7–6(12–10), 7–5, 2–6, 3–6, 6–2                 | Novak Djoković                    | Tomáš Berdych David Ferrer               | Roger Federer Marin Čilić Janko Tipsarević Juan Martín del Potro |
| 27. srpna 3. září | US Open New York, Spojené státy Grand Slam 10 768 000 $ – tvrdý 128D/128Q/64Č/32X                               | Bob Bryan Mike Bryan 6–3, 6–4                              | Leander Paes Radek Štěpánek       | Tomáš Berdych David Ferrer               | Roger Federer Marin Čilić Janko Tipsarević Juan Martín del Potro |
| 27. srpna 3. září | US Open New York, Spojené státy Grand Slam 10 768 000 $ – tvrdý 128D/128Q/64Č/32X                               | Jekatěrina Makarovová Bruno Soares 6–7(8–10), 6–1, [12–10] | Květa Peschkeová Marcin Matkowski | Tomáš Berdych David Ferrer               | Roger Federer Marin Čilić Janko Tipsarević Juan Martín del Potro |

### Září
| Týden od | Turnaj                                                                                       | Vítězové                                           | Finalisté                        | Semifinalisté                       | Čtvrtfinalisté                                                           |
| -------- | -------------------------------------------------------------------------------------------- | -------------------------------------------------- | -------------------------------- | ----------------------------------- | ------------------------------------------------------------------------ |
| 10. září | Davis Cup, semifinále Gijón, Španělsko – antuka Buenos Aires, Argentina – antuka             | Vítězové Španělsko 3–1 Česko 3–2                   | Poražení Spojené státy Argentina |                                     |                                                                          |
| 17. září | Open de Moselle Mety, Francie ATP World Tour 250 398 250 € – tvrdý (h) – 28D/32Q/16Č         | Jo-Wilfried Tsonga 6–1, 6–2                        | Andreas Seppi                    | Nikolaj Davyděnko Gaël Monfils      | Jesse Levine Ivo Karlović Florian Mayer Philipp Kohlschreiber            |
| 17. září | Open de Moselle Mety, Francie ATP World Tour 250 398 250 € – tvrdý (h) – 28D/32Q/16Č         | Nicolas Mahut Édouard Roger-Vasselin 7–6(7–3), 6–4 | Johan Brunström Frederik Nielsen | Nikolaj Davyděnko Gaël Monfils      | Jesse Levine Ivo Karlović Florian Mayer Philipp Kohlschreiber            |
| 17. září | St. Petersburg Open Petrohrad, Rusko ATP World Tour 250 410 850 $ – tvrdý (h) – 32D/32Q/16Č  | Martin Kližan 6–2, 6–3                             | Fabio Fognini                    | Michail Južnyj Daniel Gimeno Traver | Guillermo García López Ričardas Berankis Roberto Bautista Flavio Cipolla |
| 17. září | St. Petersburg Open Petrohrad, Rusko ATP World Tour 250 410 850 $ – tvrdý (h) – 32D/32Q/16Č  | Rajeev Ram Nenad Zimonjić 6–2, 4–6, [10–6]         | Lukáš Lacko Igor Zelenay         | Michail Južnyj Daniel Gimeno Traver | Guillermo García López Ričardas Berankis Roberto Bautista Flavio Cipolla |
| 24. září | PTT Thailand Open Bangkok, Thajsko ATP World Tour 250 551 000 $ – tvrdý (h) – 28D/32Q/16Č    | Richard Gasquet 6–2, 6–1                           | Gilles Simon                     | Janko Tipsarević Jarkko Nieminen    | Fernando Verdasco Gaël Monfils Milos Raonic Bernard Tomic                |
| 24. září | PTT Thailand Open Bangkok, Thajsko ATP World Tour 250 551 000 $ – tvrdý (h) – 28D/32Q/16Č    | Lu Jan-sun Danai Udomčoke 6–3, 6–4                 | Eric Butorac Paul Hanley         | Janko Tipsarević Jarkko Nieminen    | Fernando Verdasco Gaël Monfils Milos Raonic Bernard Tomic                |
| 24. září | Malaysian Open Kuala Lumpur, Malajsie ATP World Tour 250 850 000 $ – tvrdý (h) – 28D/16Q/16Č | Juan Mónaco 7–5, 4–6, 6–3                          | Julien Benneteau                 | David Ferrer Kei Nišikori           | Igor Sijsling Alejandro Falla Nikolaj Davyděnko Vasek Pospisil           |
| 24. září | Malaysian Open Kuala Lumpur, Malajsie ATP World Tour 250 850 000 $ – tvrdý (h) – 28D/16Q/16Č | Alexander Peya Bruno Soares 5–7, 7–5, [10–7]       | Colin Fleming Ross Hutchins      | David Ferrer Kei Nišikori           | Igor Sijsling Alejandro Falla Nikolaj Davyděnko Vasek Pospisil           |

### Říjen
| Týden od  | Turnaj | Vítězové                                           | Finalisté                        | Semifinalisté                      | Čtvrtfinalisté                                                     |
| --------- | --- | -------------------------------------------------- | -------------------------------- | ---------------------------------- | ------------------------------------------------------------------ |
| 1. října  | China Open Peking, Čína ATP World Tour 500 2 205 000 $ – tvrdý – 32D/16Q/16Č                                 | Novak Djoković 7–6(7–4), 6–2                       | Jo-Wilfried Tsonga               | Florian Mayer Feliciano López      | Jürgen Melzer Ce Čang Michail Južnyj Sam Querrey                   |
| 1. října  | China Open Peking, Čína ATP World Tour 500 2 205 000 $ – tvrdý – 32D/16Q/16Č                                 | Bob Bryan Mike Bryan 6–3, 6–2                      | Carlos Berlocq Denis Istomin     | Florian Mayer Feliciano López      | Jürgen Melzer Ce Čang Michail Južnyj Sam Querrey                   |
| 1. října  | Rakuten Japan Open Tennis Championships Tokio, Japonsko ATP World Tour 500 1 280 565 $ – tvrdý – 32D/16Q/16Č | Kei Nišikori 7–6(7–5), 3–6, 6–0                    | Milos Raonic                     | Andy Murray Marcos Baghdatis       | Stanislas Wawrinka Janko Tipsarević Dmitrij Tursunov Tomáš Berdych |
| 1. října  | Rakuten Japan Open Tennis Championships Tokio, Japonsko ATP World Tour 500 1 280 565 $ – tvrdý – 32D/16Q/16Č | Alexander Peya Bruno Soares 6–3, 7–6(7–5)          | Leander Paes Radek Štěpánek      | Andy Murray Marcos Baghdatis       | Stanislas Wawrinka Janko Tipsarević Dmitrij Tursunov Tomáš Berdych |
| 8. října  | Shanghai Rolex Masters Šanghaj, Čína ATP World Tour Masters 1000 – 3 531 600 $ – tvrdý – 56D/28Q/24Č         | Novak Djoković 5–7, 7–6(13–11), 6–3                | Andy Murray                      | Roger Federer Tomáš Berdych        | Marin Čilić Radek Štěpánek Jo-Wilfried Tsonga Tommy Haas           |
| 8. října  | Shanghai Rolex Masters Šanghaj, Čína ATP World Tour Masters 1000 – 3 531 600 $ – tvrdý – 56D/28Q/24Č         | Leander Paes Radek Štěpánek 6–7(7–9), 6–3, [10–5]  | Mahesh Bhupathi Rohan Bopanna    | Roger Federer Tomáš Berdych        | Marin Čilić Radek Štěpánek Jo-Wilfried Tsonga Tommy Haas           |
| 15. října | Kremlin Cup Moskva, Rusko ATP World Tour 250 673 150 $ – tvrdý (h) – 28D/32Q/16Č                             | Andreas Seppi 3–6, 7–6(7–3), 6–3                   | Thomaz Bellucci                  | Ivo Karlović Malek Džazírí         | Édouard Roger-Vasselin Jerzy Janowicz Lukáš Rosol Tacuma Itó       |
| 15. října | Kremlin Cup Moskva, Rusko ATP World Tour 250 673 150 $ – tvrdý (h) – 28D/32Q/16Č                             | František Čermák Michal Mertiňák 7–5, 6–3          | Simone Bolelli Daniele Bracciali | Ivo Karlović Malek Džazírí         | Édouard Roger-Vasselin Jerzy Janowicz Lukáš Rosol Tacuma Itó       |
| 15. října | If Stockholm Open Stockholm, Švédsko ATP World Tour 250 486 750 € – tvrdý (h) – 28D/32Q/16Č                  | Tomáš Berdych 4–6, 6–4, 6–4                        | Jo-Wilfried Tsonga               | Marcos Baghdatis Nicolás Almagro   | Serhij Stachovskyj Ričardas Berankis Lleyton Hewitt Michail Južnyj |
| 15. října | If Stockholm Open Stockholm, Švédsko ATP World Tour 250 486 750 € – tvrdý (h) – 28D/32Q/16Č                  | Marcelo Melo Bruno Soares 6–7(7–4), 6–4, [10–6]    | Robert Lindstedt Nenad Zimonjić  | Marcos Baghdatis Nicolás Almagro   | Serhij Stachovskyj Ričardas Berankis Lleyton Hewitt Michail Južnyj |
| 15. října | Erste Bank Open Vídeň, Rakousko ATP World Tour 250 486 750 € – tvrdý (h) – 28D/32Q/16Č                       | Juan Martín del Potro 7–5, 6–3                     | Grega Žemlja                     | Gilles Müller Janko Tipsarević     | Marinko Matosevic Paolo Lorenzi Tommy Haas Aljaž Bedene            |
| 15. října | Erste Bank Open Vídeň, Rakousko ATP World Tour 250 486 750 € – tvrdý (h) – 28D/32Q/16Č                       | Andre Begemann Martin Emmrich 6–4, 3–6, [10–4]     | Julian Knowle Filip Polášek      | Gilles Müller Janko Tipsarević     | Marinko Matosevic Paolo Lorenzi Tommy Haas Aljaž Bedene            |
| 22. října | Valencia Open 500 Valencie, Španělsko ATP World Tour 500 1 424 850 € – tvrdý (h) – 32D/32Q/16Č               | David Ferrer 6–1, 3–6, 6–4                         | Alexandr Dolgopolov              | Ivan Dodig Jürgen Melzer           | Nicolás Almagro Marin Čilić Marcel Granollers David Goffin         |
| 22. října | Valencia Open 500 Valencie, Španělsko ATP World Tour 500 1 424 850 € – tvrdý (h) – 32D/32Q/16Č               | Alexander Peya Bruno Soares 6–3, 6–2               | David Marrero Fernando Verdasco  | Ivan Dodig Jürgen Melzer           | Nicolás Almagro Marin Čilić Marcel Granollers David Goffin         |
| 22. října | Swiss Indoors Basel Basilej, Švýcarsko ATP World Tour 500 1 404 300 € – tvrdý (h) – 32D/32Q/16Č              | Juan Martín del Potro 6–4, 6–7(5–7), 7–6(7–3)      | Roger Federer                    | Paul-Henri Mathieu Richard Gasquet | Benoît Paire Grigor Dimitrov Michail Južnyj Kevin Anderson         |
| 22. října | Swiss Indoors Basel Basilej, Švýcarsko ATP World Tour 500 1 404 300 € – tvrdý (h) – 32D/32Q/16Č              | Daniel Nestor Nenad Zimonjić 7–5, 6–7(4–7), [10–5] | Treat Conrad Huey Dominic Inglot | Paul-Henri Mathieu Richard Gasquet | Benoît Paire Grigor Dimitrov Michail Južnyj Kevin Anderson         |
| 29. října | BNP Paribas Masters Paříž, Francie ATP World Tour Masters 1000 2 427 975 € – tvrdý (h) – 48D/24Q/24Č         | David Ferrer 6–4, 6–3                              | Jerzy Janowicz                   | Gilles Simon Michaël Llodra        | Tomáš Berdych Janko Tipsarević Jo-Wilfried Tsonga Sam Querrey      |
| 29. října | BNP Paribas Masters Paříž, Francie ATP World Tour Masters 1000 2 427 975 € – tvrdý (h) – 48D/24Q/24Č         | Mahesh Bhupathi Rohan Bopanna 7–6(8–6), 6–3        | Ajsám Kúreší Jean-Julien Rojer   | Gilles Simon Michaël Llodra        | Tomáš Berdych Janko Tipsarević Jo-Wilfried Tsonga Sam Querrey      |

### Listopad
| Týden od      | Turnaj | Vítězové                                      | Finalisté                     | Semifinalisté                     | Čtvrtfinalisté                                                                  |
| ------------- | --- | --------------------------------------------- | ----------------------------- | --------------------------------- | ------------------------------------------------------------------------------- |
| 5. listopadu  | Barclays ATP World Tour Finals Londýn, Spojené království ATP World Tour Finals 5 500 000 USD – tvrdý (h) – 8D/8Č (ZS) | Novak Djoković 7–6(8–6), 7–5                  | Roger Federer                 | Juan Martín del Potro Andy Murray | Základní skupina Janko Tipsarević Tomáš Berdych Jo-Wilfried Tsonga David Ferrer |
| 5. listopadu  | Barclays ATP World Tour Finals Londýn, Spojené království ATP World Tour Finals 5 500 000 USD – tvrdý (h) – 8D/8Č (ZS) | Marcel Granollers Marc López 7–5, 3–6, [10–3] | Mahesh Bhupathi Rohan Bopanna | Juan Martín del Potro Andy Murray | Základní skupina Janko Tipsarević Tomáš Berdych Jo-Wilfried Tsonga David Ferrer |
| 12. listopadu | Davis cup – finále Praha, Česko – tvrdý (h)                                                                            | Česko 3–2                                     | Španělsko                     |                                   |                                                                                 |